# Durania
Durania è un comune della Colombia facente parte del dipartimento di Norte de Santander.
L'abitato venne fondato da Segundo Antonio Gonzáles e Virginia Acosta de Gonzáles nel 1890, mentre l'istituzione del comune è del 1º maggio 1911.